# Red Bull Brasil
A Red Bull Brasil, egy brazil labdarúgócsapat, melyet 2007-ben Campinasban alapított az osztrák energiaitalt forgalmazó, multinacionális vállalat a Red Bull. São Paulo állam Paulista bajnokságának, valamint az országos bajnokság negyedosztályának résztvevője.

## Története
Történetük második szezonjában, 2009-ben a csapat megnyerte a Campeonato Paulista Segunda Divisão bajnokságot, ami a são paulói állami negyedosztálynak felel meg. 2010-ben is elérték a feljutást, immáron a Campeonato Paulista Série A3 megnyerésével, ráadásul még ugyanebben az évben a Copa Paulista döntőjébe is bejutottak, pedig ez volt az első olyan alkalom, hogy a bajnoki helyezésük feljogosította őket a kupaszereplésre. 
A 2011-es szezonban azonban sikertelen volt a csapat. A ligát 8 győzelemmel, 4 döntetlennel és 6 vereséggel zárták, amivel egy ötödik helyet harcoltak ki, a rájátszásról azonban 4 ponttal lemaradtak. 2012-ben már sokkal jobban teljesítettek: A Campeonato Paulista Série A2-ben a harmadik helyre értek be, aminek köszönhetően a rájátszásba jutottak. Itt a csoportkörös harmadik helyezésüknek köszönhetően estek ki. 
2014-ben az RBB a bajnokság második helyén végzett, ezzel a Campeonato Paulista Série A1-be jutottak. Eközben az állami kupában is eljutottak a negyeddöntőig, ahol csak a São Paulo FC tudta őket megállítani. A hatodik helyükkel kvalifikálták magukat a következő évi Serie D-be, viszont az állami bajnokságban nem sikerült maradandót alkotni a rájátszásban 2015-ben.
2016-ban is állami kupa-negyeddöntősök voltak, és egy másik gigász, a SC Corinthians Paulista jelentette a végállomást. Sikereiknek köszönhetően rövid történelmük során először kipróbálhatták tudásukat a Brazil Kupa mezőnyében is, ahol azonban már az első fordulóban kiestek az Atlético Mineiro ellen.
2019. március 26-án a Bragantino elnöke bejelentette partneri együttműködésüket a Red Bull Brasil csapatával.

## Játékoskeret
2015-től
| # |     | Poszt | Név              |
| - | --- | ----- | ---------------- |
|   | BRA | K     | Gabriel Leite    |
|   | BRA | K     | Rafael Pascoal   |
|   | BRA | K     | Juninho          |
|   | BRA | V     | Fabiano Eller    |
|   | BRA | V     | Hélder Santos    |
|   | BRA | V     | Anderson Marques |
|   | BRA | V     | Romário          |
|   | BRA | V     | Jonas da Silva   |
|   | BRA | V     | Éverton Silva    |
|   | BRA | V     | Samuel           |
|   | BRA | V     | Willian Magrão   |
|   | BRA | KP    | Gabriel Silva    |
|   | BRA | KP    | Gabriel Machado  |
|   | BRA | KP    | Allan Dias       |

| # |     | Poszt | Név            |
| - | --- | ----- | -------------- |
|   | BRA | KP    | Marcelo        |
|   | BRA | KP    | Andrade        |
|   | BRA | KP    | Jocinei        |
|   | BRA | KP    | Carlinhos      |
|   | BRA | KP    | Lulinha        |
|   | BRA | KP    | Gustavo Scarpa |
|   | BRA | CS    | Wilson Júnior  |
|   | ANG | CS    | Geraldo        |
|   | BRA | CS    | Pingo          |
|   | BRA | CS    | Caio Dantas    |
|   | BRA | CS    | Isac           |
|   | BRA | CS    | Edmilson       |
|   | BRA | CS    | Raul           |
|   | BRA | CS    | Rychely        |